# Bastianiidae
Bastianiidae är en familj av rundmaskar. Bastianiidae ingår i ordningen Araeolaimida, klassen Adenophorea, fylumet rundmaskar och riket djur. Enligt Catalogue of Life omfattar familjen Bastianiidae 8 arter. 
Kladogram enligt Catalogue of Life och Dyntaxa:
| Bastianiidae | \| \| Bastiania \| \| \| \| \| \| Dintheria \| \| \| \| |
|              | \| \| Bastiania \| \| \| \| \| \| Dintheria \| \| \| \| |
|              | Aulolaimidae                                            |
|              |                                                         |
|              | Axonolaimidae                                           |
|              |                                                         |
|              | Halaphanolaimidae                                       |
|              |                                                         |
|              | Haliplectidae                                           |
|              |                                                         |
|              | Isolaimiidae                                            |
|              |                                                         |
|              | Leptolaimidae                                           |
|              |                                                         |
|              | Plectidae                                               |
|              |                                                         |
|              | Rhabdolaimidae                                          |
|              |                                                         |
|              | Teratocephalidae                                        |
|              |                                                         |
|              | Tripyloididae                                           |
|              |                                                         |
|              | Bastiania                                               |
|              |                                                         |
|              | Dintheria                                               |
|              |                                                         |

|  | Bastiania |
|  |           |
|  | Dintheria |
|  |           |